# Томастаун (тауншип, Миннесота)
Томастаун (англ. Thomastown) — тауншип в округе Уодина, Миннесота, США. На 2000 год его население составило 714 человек.

## География
По данным Бюро переписи населения США площадь тауншипа составляет 108,7 км², из которых 106,1 км² занимает суша, а 2,6 км² — вода (2,41 %).

## Демография
По данным переписи населения 2000 года здесь находились 714 человек, 251 домохозяйство и 211 семей. Плотность населения —  6,7 чел./км². На территории тауншипа расположено 311 построек со средней плотностью 2,9 построек на один квадратный километр. Расовый состав населения: 98,60 % белых, 0,14 % коренных американцев, 0,28 % азиатов, 0,28 % — других рас США и 0,70 % приходится на две или более других рас. Испанцы или латиноамериканцы любой расы составляли 0,98 % от популяции тауншипа.
Из 251 домохозяйства в 34,3 % воспитывались дети до 18 лет, в 78,5 % проживали супружеские пары, в 0,8 % проживали незамужние женщины и в 15,9 % домохозяйств проживали несемейные люди. 13,1 % домохозяйств состояли из одного человека, при том 6,4 % из — одиноких пожилых людей старше 65 лет. Средний размер домохозяйства — 2,84, а семьи — 3,08 человека.
28,2 % населения — младше 18 лет, 6,4 % — в возрасте от 18 до 24 лет, 24,8 % — от 25 до 44, 29,0 % — от 45 до 64, и 11,6 % — старше 65 лет. Средний возраст — 40 лет. На каждые 100 женщин приходилось 101,7 мужчин. На каждые 100 женщин старше 18 приходилось 106,0 мужчин.
Средний годовой доход домохозяйства составлял 48 000 долларов, а средний годовой доход семьи —  50 417 долларов. Средний доход мужчин —  31 944  доллара, в то время как у женщин — 20 804. Доход на душу населения составил 20 017 долларов. За чертой бедности находились 7,1 % семей и 9,5 % всего населения тауншипа, из которых 11,3 % младше 18 и 6,9 % старше 65 лет.